# Студийное освещение
Студи́йное освеще́ние (студийный свет, студийная вспышка) — мощный осветительный прибор, установленный на специальный штатив (стойки для освещения), который можно перемещать по съемочной площадке независимо от съёмочного оборудования.
Работает от сети или мощного аккумулятора.

## В фотографии
На сегодняшний день фотографы используют два вида студийного света. Это импульсный и постоянный свет. Практическое различие состоит в том, что импульсное освещение горит очень короткое время — сотые доли секунды, в то время как постоянный свет дает беспрерывный источник света.

### Импульсное освещение
Импульсный источник состоит из двух ламп. Первая — пилотная (50—300 Ватт), помогающая фотографу определить теневые зоны и смоделировать рисунок света, и вторая — импульсная, которая загорается в момент спуска затвора фотоаппарата. Пилотная лампа в это время отключается, и, в зависимости от фирмы производителя, загорается сразу после срабатывания импульсной лампы или после её (импульсной лампы) зарядки. Одна из основных характеристик импульсных ламп — энергия одиночной вспышки (указывают в джоулях (Дж.)). Наиболее часто встречаемый диапазон энергии одиночной вспышки импульсной лампы 50—2400 Дж. В рекламных материалах производители указывают максимальную мощность, при этом в устройстве зачастую есть регулировка мощности (плавная или ступенчатая).
Кроме обычных («точечных») импульсных источников света также применяются линейные (лайтбары), кольцевые и с большой поверхностью излучения (лайтбоксы). Последние часто путают с софтбоксами или лайткубами, хотя это разные устройства. Лайтбары также часто путают со стрипбоксами.
Очень важно, чтобы источник свет срабатывал одновременно с затвором фотоаппарата. Для этого используют специальные синхронизаторы.
Существуют два вида импульсных студийных источников света: моноблоки и генераторы.

#### Моноблок
Моноблок — это самый распространенный вид импульсных вспышек. Система устройства моноблока — все в одном (то есть в корпусе вспышки находятся лампы, электрические схемы, система охлаждения и регулировки управления). Такой способ компоновки значительно дешевле, что зачастую сильно влияет на цену. К тому же он очень удобен в транспортировке. Минусы моноблока — меньшая мощность, сложность в регулировке при постановке света «под потолок» (хотя сейчас некоторые производители предлагают удалённое управление моноблоком) и большой вес, что требует покупки более мощных штативов. Моноблок работает от сети или аккумулятора.

#### Генератор
Генератор состоит из коробки (генератор), в которой собраны все элементы управления вспышкой и лампы-вспышки (осветительная головка), соединенных между собой кабелем. Генератор может как устанавливаться на полу, так и крепиться к основанию штатива.
Генератор как правило мощнее и дороже моноблока, и у него есть ряд преимуществ. Например генераторы некоторых производителей позволяют «замораживать движение», к одному генератору можно подключить больше одной осветительной головки. Генератор работает от сети, и также есть модели со встроенным аккумулятором, который позволяет снимать на природе или в местах, где нет возможности подключить устройство в сеть.

### Постоянное освещение
Постоянное освещение — чаще всего мощные галогенные лампы, люминесцентные лампы и источники на основе светодиодов. Используются при съемке кино, в фотоиндустрии используются всё реже и реже.

## В кинематографе
Для питания электроэнергией операторского освещения во время натурных киносъёмок применяется передвижной дизель-генератор на автомобильном шасси.

## Аксессуары к студийному свету

### Системы крепления
- Стойки для освещения
- Журавли и штанги
- Подвесные системы

### Модификаторы студийного света
- Фотозонт
- Софтбокс
- Рефлектор
- Бестеневой бокс
- Скрим
- Портретная тарелка
- Тубус

### Измерительное оборудование и средства синхронизации
- Фотоэкспонометр
- Синхронизатор